# 涿郡趙氏
涿郡趙氏是一个以涿郡为郡望的士族。
趙姓是中國的大姓。根據史書的記載，趙姓的血緣祖先是上古時期的五帝之一的少昊，傳說，颛顼的孙女女修因吞了玄鳥卵而生了大业。大业的后裔造父因善於車馬，深得周穆王的賞識，又兼他在平定徐偃王叛亂中及時駕車帶周穆王回京，周穆王就賜造父趙城 (今山西省洪洞縣趙城鎮) 作為封邑。造父的後代子孫以封邑趙城作為趙氏。 到了春秋时期，趙、魏、韓三家共為晉國的權臣。晉國末年，趙、魏、韓三家分晉，並得到天子周威烈王認可與冊封，分別為趙國、魏國和韓國。趙國為戰國七雄之一。後為秦國所滅。
自從趙國亡國後，趙姓後人分為兩派：一系是代王趙嘉後人，被秦始皇封往天水郡的天水趙氏，另一系是趙幽繆王的後人，被秦始皇流徙至房陵的涿郡趙氏。幽繆王趙遷被流放到房陵（今湖北房縣）後，終日鬱鬱寡歡，數年後病逝於此。伴隨遷來此處的趙國宗室及大臣和侍從都安頓於此。最後形成涿郡趙氏。西漢時，涿郡趙氏自房陵遷居涿郡中分立河間郡，蠡吾屬河間，涿郡趙氏故又稱河間趙氏。

## 宋朝皇室
漢宣帝時的名臣、京兆尹趙廣漢就出自涿郡趙氏。趙廣漢亦是宋朝皇族之始祖。趙廣漢後人趙朓，曾任唐朝的永清、文安、幽都縣令，趙朓獨子趙珽累官至御史中丞。趙珽的兒子趙敬在後梁時任營州、薊州、涿州三州刺史。後梁被後唐滅，趙敬殉難，他的兒子趙弘殷──宋太祖趙匡胤之父，為避父禍，逃難到今洛陽郊外的夾馬營，被鄉紳杜爽招為贅婿，定居於此。 後趙匡胤稱帝，建宋。